# パミール高原
パミール高原（パミールこうげん、英語: Pamir Mountains、タジク語: Помир、キルギス語: Памир、パシュトー語: پامیر、ウイグル語: پامىر ئېگىزلىكى / Памир Егизлики、中国語: 帕米爾高原/葱嶺、ドンガン語: Цунлин）あるいはパミル高原は、タジキスタン、アフガニスタン、中国などにまたがる平均標高5000メートルに達する高原で、中国では葱嶺（そうれい）と呼ばれていた。「パミール(タジク語: Помир)」は、タジク語で「世界の屋根」を意味するといわれる。

## 概要
東パミール、中部パミール、西パミールに分かれ、東パミールの中国領に最高峰コングール山（7719メートル）やムスタグアタ山（7546メートル）があり、西パミールの最高峰はタジキスタン領のイスモイル・ソモニ峰（7495メートル）である。
この高原から東北に向かって天山山脈、南方に向かって崑崙山脈、カラコルム山脈、ヒマラヤ山脈、西南に向かってヒンドゥークシュ山脈が伸びており、「世界の屋根」と呼ぶにふさわしい地形である。タクラマカン砂漠を通るシルクロードは、この高原を越えて東西を結んでいた。
タジキスタン東部のゴルノ・バダフシャン自治州にはイラン系のパミール人やテュルク系のキルギス人が暮らしている。
中国カシュガル地区に属する一部は2019年に中国の5A級観光地に認定された。

## ギャラリー

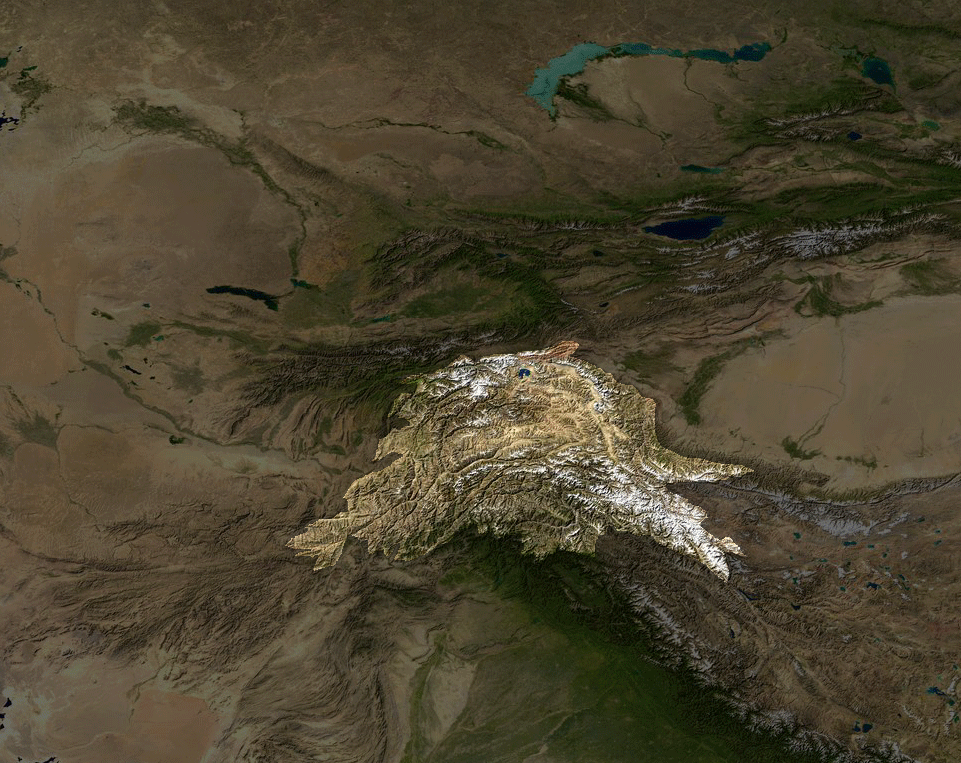
パミール高原の範囲
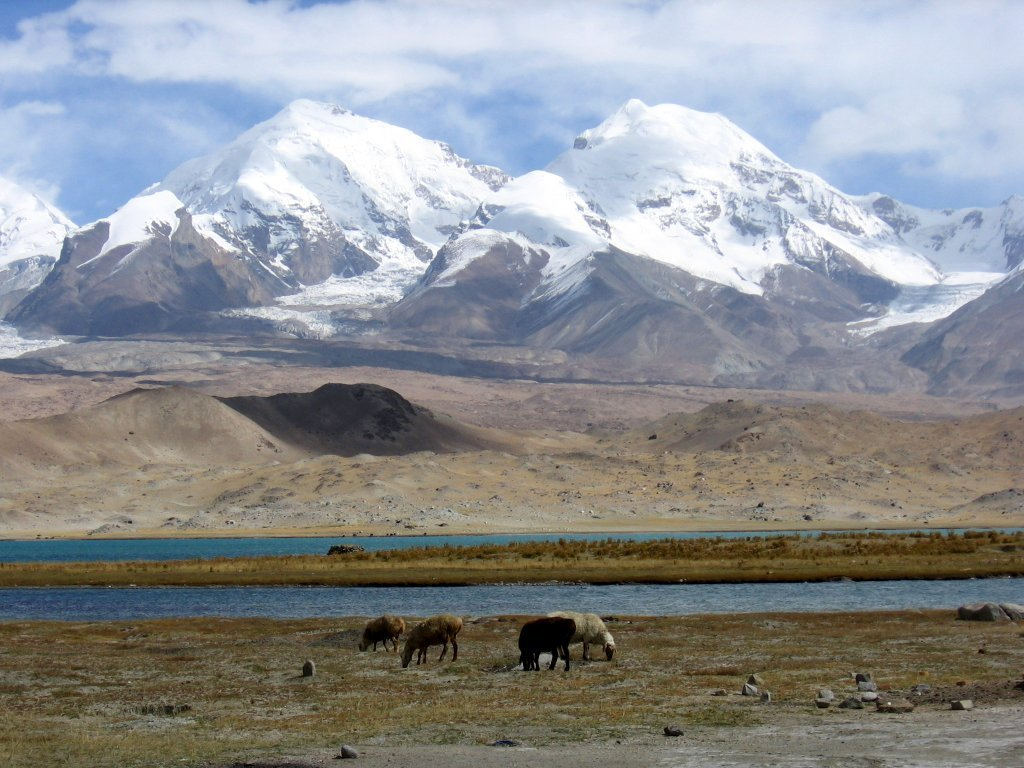
コングール山
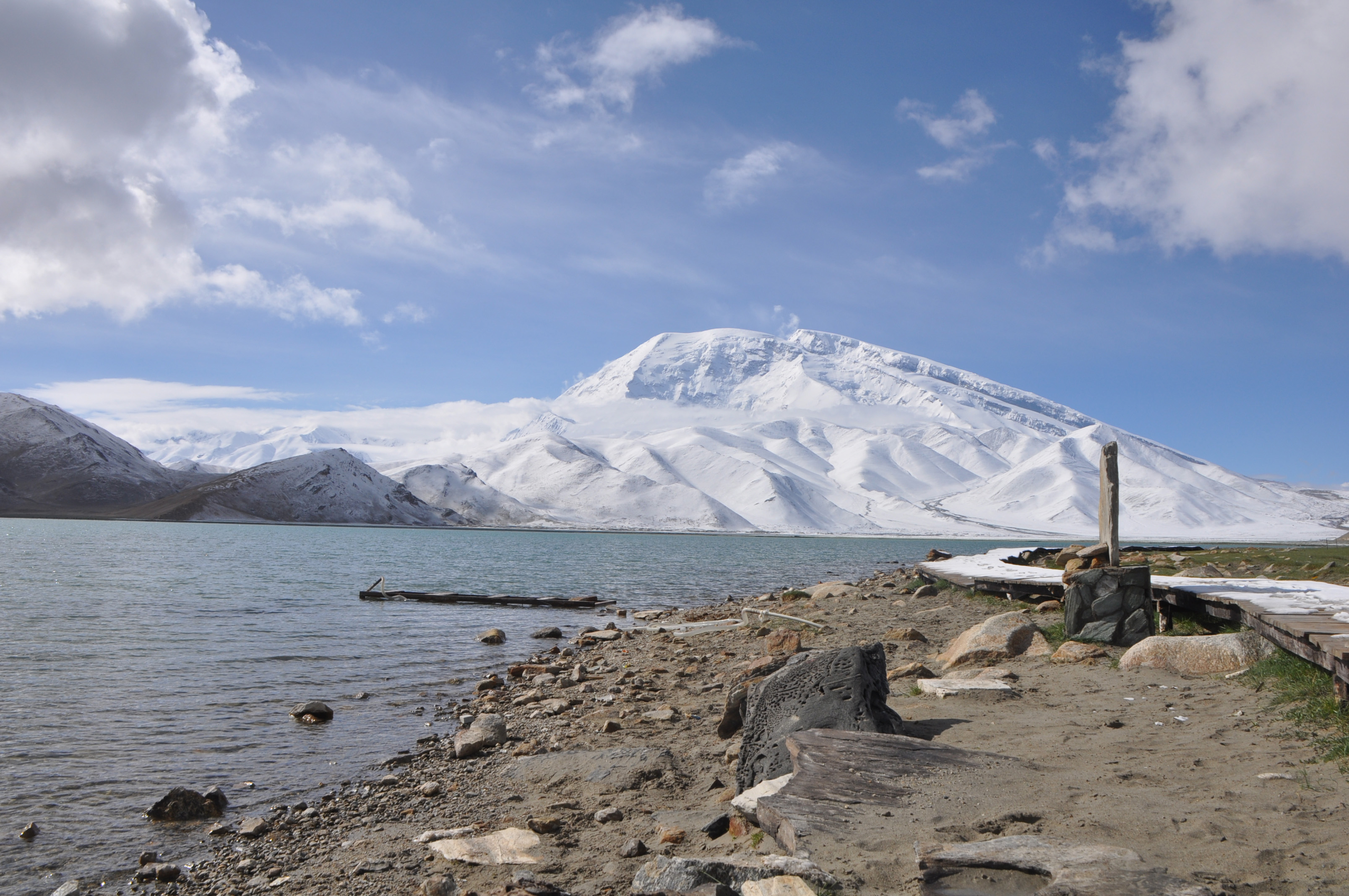
ムスタグアタ山